# Сент-Ендрюс
Сент-Е́ндрюс (англ. St Andrews, шотл. Sanct Androis, шотл. гел. Cill Rìmhinn) — місто на сході Шотландії, в області Файф. Населення міста становить 16 640 осіб (станом на 2006 рік).